# Patrick Baudry
Patrick Pierre Roger Baudry (Douala, Camerún, 6 de marzo de 1946) es un ex-astronauta francés. 
Baudry fue piloto de combate desde 1970 en la Fuerza Aérea Francesa hasta que en 1980 fuera seleccionado como astronauta por la CNES.

## Actividades como astronauta
Baudry se estrenó 2 años en el Centro de Entrenamiento de Cosmonautas Yuri Gagarin en Swjosdny Gorodok, cerca de Moscú. También fue el piloto sustituto Jean-Loup Chrétien para la misión Sojus T-6 en 1982.
El vuelo STS-51-E del Challenger fue cancelado debido a un problema con el nivel superior IUS. En esa misión estaba previsto poner en órbita un satélite TDRS. Junto a Baudry la tripulación la conformaron Karol Bobko, Donald Williams, Rhea Seddon, David Griggs, Jeffrey Hoffman y el político Jake Garn.

### STS-51-G
Baudry voló el 17 de junio de 1985 como especialista de carga útil de la CNES en el marco de la misión espacial STS-51-G con el transbordador Discovery. En esa misión se pusieron en órbita satélites de comunicaciones de México (Morelos), la Liga Árabe (Arabsat) y los Estados Unidos (AT&T Telstar). Además, se liberó el satélite SPARTAN para ser recogido de nuevo 17 horas más tarde.

## Vida privada
Patrick Baudry está casado y tiene dos hijos.